# Benoît Bekaert
Pour les articles homonymes, voir Bekaert.
Benoît Bekaert, né le 25 novembre 1980 à Etterbeek (Bruxelles-Capitale), est un coloriste belge. Il signe également sous le pseudonyme BenBK.

## Biographie
Benoît Bekaert naît le 25 novembre 1980 à Etterbeek, une commune bruxelloise en Région de Bruxelles-Capitale. Il est autodidacte, lecteur de Spirou dans les années 1990 et du magazine (À suivre). Il fait des études de bande dessinée à l'Institut Saint-Luc de Bruxelles où il fréquente nombre d'auteurs. Il est familier de l'outil informatique au début d'internet et devient l'apprenti de Laurent Carpentier. Sa signature apparaît pour la première fois dans Spirou avec la publication d'un dessin Vœux pieux ! dans le no 3384 du 19 février 2003. Puis, il entame une collaboration avec le dessinateur Christian Darasse pour lequel il devient le coloriste de la série Tamara. Depuis, il enchaîne les collaborations avec de nombreux auteurs. En 2011, on le retrouve dans Fluide glacial pour la mise en couleur d'un court récit d'Edika, il reviendra épisodiquement dans cette publication.
Il publie dans le magazine Spirou divers gags et aussi travaille sur les séries Canal Machin de Denis Goulet et Jean-Michel Thiriet, Pourquoi diable d'Olis, Zack et Willie de Marco Paulo et Thierry Robberecht. Il met en couleurs les couvertures de Zembla, Kiwi (Semic) et aussi de Comic Box, ainsi que certains gags de Lanfeust Mag (Soleil Productions). Tous les récits complets et les couvertures de CB Kidz! sont également signés par lui. Il réalise les couleurs des fiches didactives de Nature Active Artis - Historia.

Selon Philippe Wurm qui le félicite de son travail sur l'album Edgar P. Jacobs : Le Rêveur d'apocalypses paru aux éditions Glénat en 2021 : 

« Benoît Bekaert, qui a fait des couleurs d’une grande tenue et d’une haute valeur picturale contribuant à m’approcher de l’immense coloriste qu’était Jacobs. C’est une chance inouïe. »

En 2022, paraît dans Spirou : Un ami de Spirou est franc et droit..., le premier tome de la série Les Amis de Spirou, une histoire qui tourne autour de la biographie de Jean Doisy dessinée par David Evrard, scénarisée par Jean-David Morvan et mise en couleurs par Ben BK, aux éditions Dupuis en 2023. En 2025, sort le second tome intitulé Un ami de Spirou a du cran, il sait dire oui ou non, sur lequel outre la réalisation de la mise en couleur, il assiste David Evrard au dessin.
Il est un coloriste prolifique plus de 200 albums mis en couleurs en 2024,,,.

## Œuvres
- Les Commerciaux, illustré par Denis Goulet et Radôche et scénarisé par Arnaud Plumeri et Séverine Boitelle, Bamboo Éditions

- Les P'tits Diables de Olivier Dutto, Soleil Productions, coll. « Start! »
- Mademoiselle Louise, illustré par André Geerts et Mauricet et scénarisé par Sergio Salma, Casterman, Dupuis, coll. « Punaise »
- Mon nom n'est pas Wilson, illustré par Walter Fahrer et scénarisé par Carlos Trillo, Casterman

- Nathalie de Sergio Salma, Casterman

- Raoul et Fernand d'Erroc, Bamboo Éditions

- Road movie de Dominique Mainguy, Casterman

- Surimi de Sergio Salma, Casterman

- Zowie de Bosse, et Christian Darasse, Dargaud
- Edgar P. Jacobs : Le Rêveur d'apocalypses[29], Glénat, Grenoble, novembre 2021
Scénario : François Rivière - Dessin : Philippe Wurm - Couleurs : Benoît Bekaert -  (ISBN 978-2-344-00391-6)

#### Livres
: document utilisé comme source pour la rédaction de cet article.
- Jacques Fiérain, « Bekaert, Benoît », dans La BD à Bruxelles et en Brabant, Charleroi, Éd. l'Âge d'or, avril 2003, 144 p., ill. ; 31 cm (ISBN 9782960119664 et 2960119665, OCLC 470388171, présentation en ligne), p. 8.

#### Périodiques
- Damien Perez, « En direct de la rédak : Les petits bonheurs de Ben BK », Spirou, Dupuis, no 4099,‎ 2 novembre 2016 (ISSN 0771-8071)
- Hugues Dayez, « De toutes les couleurs », Spirou, Dupuis, no 4229,‎ 1er mai 2019 (ISSN 0771-8071)
- Paul Satis, « Bienvenue dans mon atelier : Ben BK », Spirou, Dupuis, no 4395,‎ 6 juillet 2022, p. 23 (ISSN 0771-8071).
- Paul Satis, « Bienvenue dans ma bibliothèque : Ben BK », Spirou, Dupuis, no 4484,‎ 20 mars 2024, p. 17 (ISSN 0771-8071).

#### Articles
- Thierry Bouüaert et Benoît Bekaert (interviewés par Nicolas Anspach), « Thierry Bouüaert et Benoît Bekaert : "Rien n’est jamais blanc ou noir dans le Style Catherine" », ActuaBD,‎ 9 mars 2005 (lire en ligne, consulté le 27 janvier 2023).
- Benoît Bekaert (interviewé par Aurélie Dorchy), « Les métiers de la BD – épisode 15 : BenBK, profession coloriste », Les Amis de la BD,‎ 19 août 2025 (lire en ligne, consulté le 19 août 2025).

### Émissions de télévision
- Kaboom ! - Tome #65 – Coloriste : Auteur.trice malgré tout ! sur RTL-TVI, présentation : Thibaut Fontenoy, intervenants : Usagi, Bérengère Marquebreucq et Benoît Bekaert - réalisation : Patrice Gautot - production : Bangarang (14 min 42 s), 26 décembre 2022 Voir en ligne.